# 孝徵祠
孝徵祠是一座鲍姓支祠，明代嘉靖年间为祭祀蜀源鲍氏16世孝子鲍钊而建，位于黄山市徽州区潜口镇蜀源村尚书巷1号，两进三间砖木结构。。 
孝徵祠为徽州区文物保护单位，修复后保留了原有传统徽派风格，改为“村史馆”，用于展示特色民俗文化资源 和当地的村风民情，为村民提供延续文脉、回忆乡愁的去处。  